# Винокурова Марія Яківна
Винокурова Марія Яківна  — (* 26 жовтня 1914 — †10 вересня 2000) — український художник, графік, педагог. Працювала в жанрах портрета, натюрморту, пейзажу, жанрових композицій. Працювала викладачем у Харківській дитячій художній школі № 1 ім. І. Ю. Рєпіна протягом двадцяти п'яти років.
Народилася 26 жовтня 1914 року в місті Астрахань. Закінчила Астраханське художнє училище з відзнакою у1937 році.
У 1938 році переїхала до Харкова. Вступила до Харківського художнього училища на два останніх курси, а після закінчення була прийнята без іспитів в Харківський державний художній інститут, але на наступний день почалася Друга світова війна, тому продовжити навчання Марія Яківна змогла після визволення Харкова в 1944.
Інститут закінчила у 1951 році. Серед її викладачів були: Михайло Дерегус, Семен Прохоров, Йосип Дайц, Леонід Чернов, Євген Єгоров, Сергій Солодовник, Григорій Бондаренко, Сергій Бесєдін та інші.
Вона й сама була чудовим педагогом і присвятила педагогічній діяльності більшу частину свого життя.
З 1953 по 1959 роки викладала у харківських середніх загальноосвітніх школах № 20 і № 112.
Протягом 1959—1974 років Марія Яківна працювала в Харківській дитячій художній школі № 1 ім. І. Ю. Рєпіна. Обіймала посади завуча та педагога з малюнку, живопису та композиції.  Багато харківських художників, що прославилися в Україні та за її межами, колись були учнями Марії Яківни.  Це відомі сучасні майстри - Е. Моргулян, О. Єрофєєва, С. Дуденко, Т. Зеленченко та інші.
Нагороджена Почесними грамотами Міністерства культури УРСР та медаллю Ветеран праці.
Марію Яківну Винокурову визнають як майстра психологічного портрета, живописця з тонким почуттям колориту.
Роботи Марії Винокурової знаходяться в музейних зібраннях України: в Харківському художньому музеї, Художньому музеї міста Суми, в Історико-меморіальному музеї Іллі Рєпіна у Чугуїві, Пархомівському історико-художньому музеї, в Муніципальній галереї міста Харькова, в приватних колекціях Тетяни і Бориса Гриньових, Іллі Лучковського, а також в інших приватних колекціях в Україні, Росії, Ізраїлі, Німеччині, Франції, США та ін.
Померла М. Я. Винокурова 10 вересня 2000 року в Харкові.

## Твори
Живопис:
- «Автопортрет» (1950),
- «Зимові сутінки. Харків» (1952),
- «Ромашки сонячні» (1954),
- «Красуня» (1955),
- «Зимовий ранок» (1957),
- «Бахчисарайський фонтан» (1960),
- «Віктор» (1961),
- «Дівчинка. Дитинство» (1964),
- «Самотність» (1966),
- «Відлига» (1968),
- «Студентка» (1972),
- «Пізня осінь»,
- «Квітуча Україна» (обидва – 1981),
- «Гімн квітам» (1994),
- «Черемуха» (1997),
- «Кінець життя троянд» (1998).

Графіка:
- «Автопортрет» (1954),
- «Сум» (1955),
- «Зима» (1964),
- «Незнайомець» (1990).

## Персональні виставки
З 1955 року  брала участь у виставках: 4 персональних (1983, 1992, 1994, 1999) у Харкові, 57 обласних, 4 республіканських,
1 міжнародній.
Посмертні виставки мисткині:
2001 — Живопис, графіка. Будинок художника ХОНСХУ (м. Харків).
2001 — Живопис. Історико-меморіальний музей Іллі Рєпіна (м. Чугуїв).
2004 — Живопис, графіка. До 90-річчя від дня народження. Художній музей (м. Харків).
2007 — «Дзеркало душі» — Акварель, графіка. Муніципальна галерея (м. Харків).
2014 — «Моя сучасність». До 100-річчя від дня народження художниці. Художній музей (м. Харків).
2017 — «Обличчя минулої епохи». Художня галерея імені Генриха Семирадського (м. Харків).